# 李逸洋
李逸洋（1955年6月28日—），中華民國政治人物，基隆市人，記者出身，現任駐日本代表，曾任總統府資政、考試院副院長、公務人員保障暨培訓委員會主任委員、內政部部長、內政部政務次長、行政院人事行政局局長、臺北市議會議員等職務。臺北市立成功高級中學畢業，取得國立臺灣大學政治學系學士、政治學研究所碩士。
1986年6月，時任臺北市議員李逸洋與同為臺北市議員的陳水扁、黃天福等三人因蓬萊島雜誌案放棄上訴，入獄服刑，被稱為「蓬萊島三君子」。出獄後擔任立法委員吳淑珍的助理，隨後出任民主進步黨文宣部主任，並於1989年到1997年間兩度連任臺北市議員，1997年應臺北市市長陳水扁之邀擔任臺北市政府民政局局長。在2000年中華民國總統選舉中擔任陳水扁競選總部副總幹事兼發言人。
陳水扁當選總統後，李逸洋入閣擔任內政部政務次長，2002年轉任行政院人事行政局局長，2005年卸任後出任民主進步黨秘書長。2006年1月接任內政部部長，同年紅衫軍群眾發動百萬人民倒扁運動後，李逸洋曾指示內政部警政署維持治安，要求臺北市警方不再核准倒扁總部新一波的遊行申請。
2008年5月20日卸任內政部部長後一度淡出政壇；2016年5月20日，出任保訓會主委；2017年2月24日獲立法院投票通過出任考試院副院長，同年3月1日就任；2020年9月卸任。
2024年8月，總統賴清德任命李逸洋為駐日代表，同年9月赴任。

## 軼事
李逸洋音樂天份佳，14歲開始迷上吹喇叭，如薩克斯風、長笛等管樂器。